# Західноукраїнська Народна Республіка

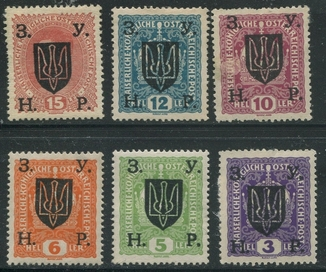
Одні з перших марок ЗУНР

Західноукраїнська Народна Республіка (за тодішнім правописом: Західно-Українська Народня Республіка, Західна-Українська Народня Република, ЗУНР, до 13 листопада 1918 — Украї́нська Держа́ва) — назва держави, що фактично проіснувала протягом 1918—1919 років на територіях заходу України зі столицею у Львові. Постала після Першої світової війни під час розпаду Австро-Угорщини.
19 жовтня 1918 року оголошена «Проклямація Української Національної Ради» про створення Української держави в українських етнічних землях Австро-Угорщини. 13 листопада 1918 року УНРада затвердила Конституційні основи новоствореної держави — «Тимчасовий основний закон про державну самостійність українських земель бувшої австро-угорської монархії», нова держава отримала назву «Західноукраїнська Народна Республіка».
ЗУНР охоплювала територію заселену українцями: Східну Галичину, Буковину й Закарпаття. 1 листопада із заколоту всередині ЗУНР (у Львові), Польща першою розпочала польсько-українську війну, хоча офіційно Польська держава війну ЗУНР ніколи не оголошувала. Польщу в ній підтримували країни Антанти, у першу чергу Французька республіка. 
Під час війни між ЗУНР та Польщею у період з листопада 1918 р. по липень 1919 р. відбулася окупація Східної Галичини Польщею. 25 червня 1919 р. державами Антанти визнано право Польщі на тимчасову окупацію Східної Галичини до моменту визначення державами Антанти у майбутньому статусу Східної Галичини ("польський уряд уповноважується окупувати своїми військовими силами Східну Галичину аж по ріку Збруч…"). Стан окупації території Східної Галичини тривав з 18 липня 1919 р. (перехід УГА через Збруч).
На підставі рішення Конференцією Амбасадорів Антанти від 15 березня 1923 р. відбулася анексія Східної Галичини Польщею.

## Історія
Напередодні Першої світової війни велика частина українських земель — Східна Галичина, Буковина і Закарпаття — перебували у складі Австро-Угорщини. Коли у жовтні 1918 року стала зрозуміла доля Наддунайської монархії внаслідок воєнної поразки австро-німецького блоку, внутрішніх політичних і господарських подій, українці почали робити рішучі заходи зі створення власної держави на західноукраїнських землях Австро-Угорщини.
7 вересня 1918 р. у Львові, на засіданні Українського Народного Комітету на чолі із Костем Левицьким, що у той момент керував внутрішнім політичним життям українського населення Сх. Галичини, секретар Комітету Степан Баран звернув увагу на необхідність готовності сил і засобів на час розпаду Австро-Угорщини, коли виникне потреба створення власної держави. Наслідком погодженого обговорення було створення окремої комісії у складі Володимира Охримовича, Василя Панейка і Степана Барана, якій Комітет доручив виконання цієї підготовчої роботи. На черговому засіданні Народного Комітету комісії було рекомендовано свою роботу виконувати без розголосу, конспіративно. Склад комісії розширили, ввівши до неї Степана Томашівського, Михайла Лозинського і Омеляна Саєвича.
Усвідомлюючи, що без військової організації реалізувати завдання створення української держави буде неможливо, комісія вирішила підшукати надійних людей із числа українських старшин у Львові і створити окремий військовий комітет із завданням створення військової організації. Член комісії Степан Баран звернувся до знайомих йому хорунжих Василя Бараника і Івана Ваграна і чотаря Огоновського.
Згадані старшини прибули на засідання комісії і погодилися на заснування окремого  Військового Комітету, що мав залишатися на зв’язку із комісією і інформувати її про поступ у створенні військової організації.
Одночасно Степан Баран звернувся до коша січових стрільців, що тоді знаходився у Вижниці на Буковині. На його заклик у Львів приїхали отамани Теодор Рожанковський і Никифор Гірняк. Введені у курс справи, вони погодилися долучити до роботи січових стрільців і увійшли в зносини зі львівськими старшинами Військового Комітету.
З цього часу керівництво військової організації знаходилося у стрілецьких руках. До Львова приїхала група стрільців, яких розіслали в окремі повіти для надання допомоги місцевим політичним діячам. Військовий Комітет розгорнув діяльність серед старшин і жовнірів-українців в підрозділах австрійської армії, що були розквартировані у Сх. Галичині.
Наприкінці жовтня у Львів прибула команда стрілецьких старшин на чолі із сотником Легіону Українських січових стрільців Дмитром Вітовським. Легіон був визначений основою української армії і українські частини австрійської армії було віддано під його управління.
16 жовтня 1918 р. імператор Карл І видав маніфест "До моїх вірних австрійських народів", у якому, серед іншого, проголошувалося, що: "…кожен народ утворює власну державу на території, яку населяє… Цей новий порядок, який жодним чином не порушує цілісність земель святої корони Угорської, повинен принести кожній національній державі самостійність; у той же час він буде охороняти їх спільні інтереси… До народів, на чиєму самовизначенні буде засновано нову імперію, я звертаюся, - аби брали участь у цій великій справі за посередництва національних рад, які створені з депутатів від кожного народу, мають представляти їхні інтереси у їх стосунках між собою та з моїм урядом".
У п’ятницю 18 жовтня 1918 року з метою реалізації наданого австрійським імператором права на самовизначення у Львові відбулися Конституанта — представницькі збори українських депутатів обох палат австрійського парламенту, крайових Галицького і Буковинських сеймів, на яких було утворено Українську Національну Раду (далі – УНРада) як представницький орган "тієї частини українського народу, яка живе в австро-угорській монархії, на цілій його етнографічній території".
До складу УНРади також увійшли представники партійних організацій з усіх українських областей, єпископат, громадські діячі, представники від молодіжних організацій та виборні представники від повітів та міст. "Так утворено першу верховну владу західно-української держави і її перший парлямент", – писав пізніше у своїх спогадах учасник подій Степан Баран.
О 22-й годині того ж дня 18 жовтня розпочалася політична дискусія.  В дискусії були дві точки зору. Соціал-демократи, частина національних демократів і представники молоді були за негайне проголошення злуки з Великою Україною, але більшість була проти. У підсумку о 4-й год. ранку 19 жовтня 1918 р. У.Н.Рада одноголосно прийняла прокламацію про створення Української держави:
"Стоячи на становищі самоозначення народів, Українська Національна Рада, як конституанта, постановляє:
1. Ціла етнографічна українська область в Австро-Угорщині – а зокрема Східна Галичина з граничною лінією Сяну з влученням Лемківщини, північно-західна Буковина з містами Чернівці, Строжинець і Серет та українська полоса північно-східної Угорщини – творять одноцільну українську територію.
2. Ся українська національна територія уконституйовується отсим як українська держава. Постановляється поробити приготовні заходи, щоби се рішення перевести в життя.
3. Взивається всі національні меншини на сій українській области – причім Жидів признається за окрему національність – щоб уконституувалися і негайно вислали своїх представників до Української Національної Ради в кількості, відповідаючій їх числу населення.
4. Українська Національна Рада виготовить конституцію для утвореної сим способом держави на основах: загального, рівного, тайного і безпосередного права голосування з пропорціональним заступством, з правом національно-культурної та з правом заступства при правительстві для національних меншостей.
5. Українська Національна Рада жадає, щоби організована отсе в державу українська територію мала безумовно своїх заступників на мировій конференції.
6. Теперішньому австро-угорському міністрові заграничних справ гр. Бурянови відмовляється право пересправляти іменем сеї української території."
Буковинці підтримали проголошення незалежності на Буковинському Віче. Було вирішено виробити демократичну конституцію та обрано президента Української Національної Ради, яким став Євген Петрушевич.
31 жовтня 1918 р. польські ранкові газети у Львові повідомили про приїзд до міста Польської ліквідаційної комісії, яка мала перебрати владу над Галичиною від австрійського намісника графа Карла фон Гуйна і включити її до складу варшавської Польщі. Маніфест імператора Карла “До моїх вірних австрійських народів” так само, як і українськими політиками, визнавався Польщею як правова підстава для утворення власних державних органів. Польська Ліквідаційна Комісія була створена 28 жовтня 1918 року у Кракові 23-ма польськими депутатами австрійського парламенту на основі маніфесту імператора, що й 18 жовтня УНРада, однак, оскільки було відомо, що поляки у Східній Галичині перебувають у чисельній меншості, то вони свідомо проігнорували слова маніфесту, про те, що народи імперії створюють власні держави “на території, яку населяє”.
Тоді ж, 31 жовтня, з Відня прибув Лонгин Цегельський з повідомленням, що австрійський уряд на засіданні кабінету під проводом прем’єр-міністра Лямаша ввечері 30 жовтня 1918 р. вирішив передати всю владу у Східній Галичині в руки У.Н.Ради. Лямаш офіційно повідомив про це представників У.Н.Ради, і повідомив їх, що відповідні інструкції надсилає у Львів наміснику Гуйну по телеграфу. Однак це розпорядження з Відня було перехоплено і затримано поляками у Кракові.
Після приїзду Л. Цегельського було вирішено вислати до намісника Гуйна делегатів від У.Н.Ради з вимогою передачі влади. У складі делегації були: Кость Левицький, Іван Кивелюк, Сидір Голубович, Лонгин Цегельський, Степан Баран і Степан Федак. Однак намісник заявив, що нічого не знає і без відповідного розпорядження з Відня влади нікому не передасть.
Тоді на вечірньому засіданні УНРади було вирішено взяти владу у Львові збройним шляхом, оскільки поляки, маючи весь державний апарат у своїх руках, перейняли би все самі і було б запізно на будь-які дії з української сторони. Без зайвої дискусії рішено у ніч з 31 жовтня на 1 листопада 1918 р. зайняти всі важливі об'єкти Львова, роззброїти неукраїнських солдат і командирів і взяти владу в свої руки. Також вечірніми потягами в повіти висилались гонці-студенти з наказом перейняти владу на місцях.

### Листопадовий чин
У ніч з 31 жовтня на 1 листопада 1918 року стрілецькі частини, очолювані полковником Дмитром Вітовським, зайняли всі найважливіші урядові установи у місті (крім залізничного вокзалу, що стало однією з помилок і причиною втрати Львова). Формальне перебрання влади відбулось після полудня; зокрема, після підписання протоколу намісник Гуйн передав всю владу заступнику Володимиру Децикевичу, той — на основі цісарського маніфесту від 16 жовтня 1918 року — Українській Національній Раді.

### ДіяльністьУНРади
9 листопада 1918 року УНРада утворила свій тимчасовий виконавчий орган, якого 13 листопада 1918 року було перетворено на уряд — Державний секретаріат ЗУНР.
13 листопада 1918 року УНРада затвердила Конституційні основи новоствореної держави — «Тимчасовий основний закон про державну самостійність українських земель колишньої Австро-Угорської монархії», згідно з яким вона отримала назву «Західноукраїнська Народна Республіка». Закон визначав територію ЗУНР, яка включала українські етнічні землі і охоплювала Галичину, Буковину і Закарпаття. Територія ЗУНР становила 70 тис. км², населення — 6 млн осіб. Затверджено опис герба держави — золотий Лев на синьому тлі, та прапор — синьо-жовтий. Національним меншинам на території ЗУНР гарантувалися рівні права з українським населенням.
Межі ЗУНР були встановлені за мапою «Етнографічна карта Австрійської монархії» (1855 р.) Карла Черніга.
Тимчасовий Основний закон ЗУНР був з часом доповнений цілим рядом законів: про організацію війська (13 листопада 1918 р.), тимчасову адміністрацію (15 листопада 1918 р.), тимчасову організацію судівництва (16 листопада і 21 листопада 1918 р.), державну мову (1 січня 1919 р.), шкільництво (13 лютого 1919 р.), громадянство (8 квітня 1919 р.), земельну реформу (14 квітня 1919 р.).

### Початки дипломатії
1 листопада 1918 року УНРада розпочала розсилати телеграфні ноти про утворення Української держави. Виявилося це непростою справою, оскільки засоби зв'язку західних держав відмовились вступати в будь-які контакти з урядом «неіснуючої» держави. Допоміг вирішити це питання шведський уряд і його посольства, які передали державам світу ноти президента Е. Петрушевича. 26 листопада 1918 року було надіслано дипломатичну ноту президенту США Вудро Вільсону. Для протидії польській шовіністичній інформації наприкінці 1918 року у «Французькому готелі» Відня розмістилася Українська пресова служба, яка невдовзі стала головним українським інформаційно-пропагандистським осередком у Європі. До червня 1919 року його утримувало посольство ЗУНР, потім перебувало під опікою віденського посольства УНР (до осені 1920 р.).
Наслідком активної зовнішньополітичної діяльності ЗУНР стало відкриття посольств в Австрійській республіці, Угорщині і Німеччині й дипломатичних представництв у Чехословацькій республіці, Канаді, США, Бразильській республіці, Королівстві Італія та ін. Наприклад, представництво ЗУНР у м. Берлін мав очолити М. Василько, але насправді керівництво здійснював Р. Смаль-Стоцький (заступник М. Василька). У лютому 1919 р. представництво ЗУНР у Берліні об'єдналося із представництвом УНР. З червня 1920 р. місія ЗУНР знову відновила діяльність. Очолював її вже Є. Левицький, влітку 1921 р. замінений Я. Біберовичем. В березні 1923 р. представництво ЗУНР у м. Берлін припинило свою діяльність.

### Польсько-українська війна
2 січня 1919 року після місячного перебування в Тернополі, центр. органи влади ЗУНР перебралися до м. Станиславів. У 3 сесіях УНРади (2–4 січня, 4–15 лютого, 3–15 квітня 1919 р.) взяло участь понад 130 делегатів, які створили 10 комісій: земельну, військову, законодавчу, технічної відбудови, фінансову, шкільну, закордонних справ, суспільної опіки, комунікаційну, адміністративну.
Тоді ж сформовано новий уряд на чолі з адвокатом С. Голубовичем.
До нової Української держави єврейське, німецькомовне та частина польського населення поставилися лояльно, інша частина поляків за підтримки Польщі розпочали воєнні дії проти української влади. Одночасно румунські війська перейшли кордони ЗУНР і, попри опір населення, 11 листопада зайняли Чернівці, а згодом й усю Північну Буковину.
21 листопада 1918 року унаслідок кровопролитних боїв польські війська захопили Львів (біля м. Перемишля не змогли зруйнувати мости і польські війська приїхали на залізничний вокзал у Львові), тому уряд ЗУНР переїхав до Тернополя. З 2 січня 1919 року УНРада і уряд ЗУНР перебували у Станиславові (нині — Івано-Франківськ).
4 січня 1919 року сформовано новий уряд на чолі з Сидором Голубовичем і створено Виділ УНРади (складався з 9 членів) під керівництвом Є. Петрушевича.
1 грудня 1918 року делегація УНРади і представники Директорії УНР підписали у Фастові попередню угоду про об'єднання ЗУНР і УНР та остаточно схвалену вищим органом держави 3 січня 1919 року.
21 січня 1919 року представники Всекарпатського конгресу Степан Клочурак і Дмитро Климпуш передали уряду ЗУНР у Станиславові рішення населення краю про приєднання до України закарпатських земель.
22 січня 1919 року у Києві відбулося урочисте проголошення Акту про Злуку ЗУНР (Галичина) і УНР (Наддніпрянська Україна) в єдину соборну Українську Народну Республіку. Згідно з законом «Про форму влади в Україні», прийнятим Трудовим конгресом України, ЗУНР отримала назву «Західна Область Української Народної Республіки» (ЗО УНР, ЗОУНР). Пізніше (4 грудня 1919 р.), тобто ще до підписання Варшавського договору 1920 року між УНР та Польщею, а надто після неї, цей Акт Злуки було денонсовано владою ЗУНР-ЗО УНР як протест проти неузгодженості дій з боку Симона Петлюри і повідомлено про це представника дипмісії УНР у Варшаві та уряд Польщі. Відтоді і, формально, до 1923 року західноукраїнська держава існувала окремо.
У січні—травні 1919 року, попри постійну нестачу зброї, боєприпасів і амуніції Українська Галицька армія контролювала ситуацію на українсько-польському фронті і поступово витісняла польську армію з території Галичини.
У середині лютого 1919 року УГА розпочала Вовчухівську операцію. Але наприкінці лютого 1919 року успішний наступ української армії був припинений на вимогу Паризької мирної конференції, яка для переговорів з урядом ЗО УНР про умови перемир'я з Польщею вислала місію у складі: голова — генерал Бертелемі (Франція), члени — полковник А. Віярд (Велика Британія), професор Лорд (США) і полковник Стабіле (Італія). Місія поставила вимогу негайного припинення воєнних дій і запропонувала демаркаційну лінію між двома сторонами, на підставі якої 40 % Східної Галичини (Львів і Дрогобицький нафтовий басейн) відходило до Польщі. Уряд ЗУНР цієї пропозиції не прийняв, після чого воєнні дії відновились.
13 травня 1919 року Найвища Рада країн Антанти зробила нову спробу укласти перемир'я між супротивними сторонами. Цього разу пропозиції міжсоюзницької комісії, яку очолював генерал Луїс Бота, українська сторона прийняла. Проте умови перемир'я, за якими Дрогобицький басейн залишався за ЗУНР, відкинув польський уряд.
У цих умовах 15 травня 1919 року на український фронт у Галичині та Волині кинули сформовану й озброєну у Франції 80-тисячну польську армію генерала Ю. Галлера, яка (у планах Антанти) призначалася лише для боротьби проти більшовиків.
Наприкінці травня уряд починає переїзд зі Станиславова через Бучач, Чортків до Заліщиків.
На початку червня 1919 року польські війська (в тому числі армія генерала Галлера, організована при сприянні Антанти) захопили майже всю Галичину, за винятком терену між Дністром і нижнім Збручем. 2 червня в монастирі василіян (Бучач) було проведено нараду. У зв'язку з надзвичайно критичним становищем ЗО УНР, коли наступ переважаючих польських військ загрозив існуванню самої галицької держави, 9 червня 1919 року уряд Сидора Голубовича склав свої повноваження, а Виділ УНРади передав всю повноту військової та цивільної влади Є. Петрушевичу, який отримав посаду (титул) диктатора ЗО УНР. Для виконання покладених на нього функцій Є. Петрушевич створив при собі тимчасовий виконавчий орган — Раду Уповноважених Диктатора і Військову Канцелярію. Начальним вождем УГА призначили генерала Олександра Греківа.
7—28 червня 1919 року УГА під командуванням О. Греківа провела Чортківський наступ, внаслідок якого значна частина Галичини була зачищена від польських військ. Проте нестача зброї та боєприпасів змусила УГА протягом червня—липня 1919 р. відступити на старі позиції.
16—18 липня 1919 року УГА відступила за р. Збруч. Територію ЗО УНР окупували польські війська. З липня до листопада 1919 року місцем перебування керівництва ЗО УНР був Кам'янець-Подільський. 12 листопада 1919 року в Кам'янці-Подільському відбулась остання спільна нарада урядів ЗУНР та УНР, на якій Є. Петрушевич запропонував усунути С. Петлюру від керівництва як «нефахівця від оперативних справ». Уранці 17 листопада 1919 року частини армії Польщі зайняли за домовленістю з УНР Кам'янець-Подільський.

### Еміграція керівників, діячів
Пізно ввечері 16 листопада 1919 року Є. Петрушевич, полковник В. Вишиваний, група урядовців ЗУНР, сотня стрільців особистої охорони були змушені переїхати через Румунію до Відня, де продовжували активну міжнародну діяльність щодо захисту державних інтересів ЗУНР.
Найвища Рада Антанти 25 червня 1919 року (за іншими даними 29 червня), побоюючись наступу більшовиків за р. Збруч, погодилася на тимчасову окупацію польськими військами Східної Галичини, залишивши юридичні права над цією територією за союзними державами.
21 листопада 1919 року під тиском польської сторони було укладено «Договір між союзними державами і Польщею щодо Східної Галичини», за яким Галичина на 25 років входила до складу Польської держави, зберігаючи статус територіальної автономії. Після закінчення цього терміну статус цих земель мав визначатися шляхом самовизначення місцевого населення.
2 грудня 1919 року представники УНР та Польщі у Варшаві підписали проєкт декларації, за яким УНР віддавала Польщі Холмщину, Полісся, Підляшшя, Західну Волинь, Східну Галичину. 4 грудня 1919 року офіційна дипломатична делегація ЗУНР (С. Витвицький, А. Горбачевський, М. Новаківський) заявила посольству УНР у Варшаві та уряду Польської Республіки про денонсацію урядом ЗУНР під керівництвом президента та диктатора ЗУНР Євгена Петрушевича Акту Злуки як протест проти таємних переговорів уряду УНР з урядом Польщі.
8 грудня 1919 року Найвища Рада Антанти, визнавши східним кордоном лінію Керзона, юридично затвердила польську окупацію українських земель: Холмщини, Лемківщини, Підляшшя і Надсяння.
20 грудня 1919 року уповноважений диктатор Є. Петрушевич скликав у Відні засідання уряду ЗУНР, на якому прийняли рішення про одностороннє скасування Акту Злуки.
1 серпня 1920 року у Відні сформовано закордонний (екзильний) уряд Диктатора ЗУНР, головна мета якого — домагатися відновлення незалежності ЗУНР дипломатичними засобами. Є. Петрушевич склав тимчасовий уряд для Східної Галичини: секретар закордонних справ — С. Витвицький, секретар політичної пропаганди — К. Левицький, секретар внутрішніх справ, судівництво — Йосип Ганінчак, секретар фінансів і торгівлі — В. Сінгалевич. Сформовано дорадчу раду, до якої входило 7 членів Національної Ради.
Упродовж 1920–1923 років уряд ЗУНР і президент Євген Петрушевич постійно ставили перед Лігою Націй, Найвищою Радою і Радою Послів держав Антанти питання про ліквідацію польського окупаційного режиму на території республіки і відновлення незалежності ЗУНР. Однак лідери країн Антанти, зацікавлені в існуванні сильної Польської держави як противаги Радянській Росії, не наважувалися прийняти справедливе рішення стосовно цієї проблеми.
11 серпня диктатор ЗУНР Євген Петрушевич додатково включив до складу свого уряду уповноваженого, відомого діяча УНТП Романа Перфецького — як референта краю — для керівництва соціально-політичними процесами у Галичині.
У березні 1921 року делегація ЗУНР (Кость Левицький, Ернест Брайтер, Осип Назарук, Лука Мишуга) висловила рішучий протест проти укладення Ризького мирного договору 1921 р.
1921 року Рада Ліги Націй прийняла ухвалу про організацію в 1922 р. міжнародної конференції з проблеми міжнародно-правового статусу Галичини.
У квітні-травні 1922 року питання про долю окупованих Польщею українських земель обговорювалось на Генуезькій конференції.
14 березня 1923 року на засіданні Ради Послів держав Антанти були визнані фактичні кордони Польщі на Сході з умовою надання автономії для Східної Галичини. Намагаючись змінити рішення Ради Послів, з Раймоном Пуанкаре зустрічався митрополит Андрей Шептицький, але безрезультатно.
15 березня 1923 року екзильний уряд ЗУНР припинив існування. Ця дата вважається кінцевою в новітньому існуванню західноукраїнської державності.

## Устрій

### Адміністративно-територіальний устрій
Після приєднання Закарпаття та Буковини до складу ЗУНР входили 40 повітів, очолюваних державними повітовими комісарами. Спочатку їх обирали громади на повітових Національних Радах, потім це право передали Державному Секретаріату внутрішніх справ. Дорадчим органом при державних повітових комісарах були повітові Українські Національні Ради.
Державні повітові комісари керували фактично всіма цивільними організаціями і справами повіту, окрім війська, суду, залізниць, пошти, телеграфу (ці функції виконували спеціальні повітові та окружні коменданти). Були повіти, де Ради мали вирішальний і контрольний голос; розташовані у прифронтовій смузі взагалі не збирались. Державний секретаріат розробив «Закон про повітові трудові ради», за яким нова адміністрація повітів обиралася загальним голосуванням, комісари ставали їй підконтрольними (не вдалося реалізувати через наступ польських шовіністів).

### Військово-адміністративний устрій
Територія країни була поділена на 3 військові області з центрами у містах Львові, Станиславові, Тернополі. Вони поділялись на 12 військових округ із центрами у містах: Львові, Перемишлі, Раві-Руській, Самборі, Станиславові, Стрию, Коломиї, Чернівцях, Тернополі, Золочеві, Чорткові, Бережанах.
| № | Військова область | Військова округа                                                                                 |
| - | ----------------- | ------------------------------------------------------------------------------------------------ |
| 1 | Львівська         | Львівська (5 повітів) Перемишльська (6 повітів) Рава-Руська (4 повіти) Самбірська (4 повіти)     |
| 2 | Станиславівська   | Станиславівська (5 повітів) Коломийська (4 повіти) Стрийська (5 повітів) Чернівецька (7 повітів) |
| 3 | Тернопільська     | Тернопільська (4 повіти) Бережанська (5 повітів) Золочівська (5 повітів) Чортківська (5 повітів) |

### Громадський порядок
Забезпечувався державною жандармерією. Команду державної жандармерії з центром у Львові було сформовано у листопаді 1918 року. Перший комендант — Лев Індишевський. У лютому 1919 р. його змінив підполковник Олександр Красіцький. Команда (згодом — корпус) жандармерії підпорядковувалась безпосередньо Державному Секретаріяту військових справ. Навесні 1919 р. нараховувала 6 булавних старшин, 25 сотенних старшин і хорунжих, 1000 заводових жандармів, 4000 пробних (австрійського та українського вишколу), 3000 міліціонерів. Поряд з українцями служили поляки, німці. Територія країни була поділена на 23 відділи жандармерії: Львів, Перемишль, Ярослав, Сянік, Самбір, Рава-Руська, Городок Ягайлонський, Дрогобич, Тернопіль, Теребовля, Чортків, Бучач, Броди, Золочів, Бережани, Стрий, Долина, Станиславів, Городенка, Коломия, Заставна, Чернівці. Проблемою при формуванні особового складу була недостатня кількість фахових жандармів (діялектне шандар), формовані відділи міліції часто не виконували своєї функції, в міліціонери часто йшли особи, які не хотіли потрапити на фронт.
У Львові, Гусятині, Щирці, Чорткові, Станиславові, Тернополі діяли відділи єврейської міліції.

## Влада

### Судова влада
21 листопада 1918 року Українська Національна Рада видала закон «Про тимчасову організацію судівництва», відповідно до якого судова система новоствореної Республіки складалася з трьох ланок: повітових судів, окружних судів і Вищого суду. Як і на східних землях, у ЗУНР законодавство колишньої метрополії діяло тільки в тому разі, якщо воно не суперечило інтересам Української держави.
Окрім загальних судів передбачалося створення органів військової юстиції, якими мали стати: окружний військовий суд, обласний військовий суд і Найвищий військовий трибунал.
Законодавством ЗУНР встановлено підвищені вимоги до осіб, які мали бажання стати суддями. Зокрема, після закінчення вищого навчального закладу вони були повинні пройти дворічне стажування, і лише після цього мали змогу стати суддями у разі успішного складання спеціального екзамену.

## Населення
Відповідно до Австро-Угорського перепису 1910 року, на території проголошеної Західноукраїнської Народної Республіки мешкало близько 5,4 мільйона осіб. Серед них 3 мільйони 291 тисяча (приблизно 60 %) українців, 1 мільйон 351 тисяча (приблизно 25 %) поляків, 660 тисяч (приблизно 12 %) євреїв. Решту становили німці, угорці, румуни, чехи, словаки, роми, вірмени та інші. У містах і містечках мешкали переважно поляки та євреї, у сільській місцевості в абсолютній більшості переважали українці. Такий розподіл місця прожиття виявився в майбутньому проблемним, тому що зокрема найбільше місто і адміністративний центр регіону Львів було наполовину заселене польським населенням та вважалось важливим центром польської культури. Конфлікт за це місто був неминучим.

## Освіта
13 лютого 1919 року був прийнятий «Закон про основи шкільництва». Згідно з ним:
- українська мова — основна у всіх державних школах
- публічні школи оголошені державними, вчителі — держ. службовцями
- дозволено засновувати приватні школи (за умови: власник — громадянин ЗУНР, буде виконувати Закони ЗУНР)
- за національними меншостями (поляками, євреями) визнано «право на навчання в школі рідною мовою».

Спеціяльним законом від 14 лютого 1919 року націоналізовано:
- українські приватні гімназії в Долині, Городенці, Копичинцях, Рогатині, Чорткові, Яворові
- учительські жіночі семінарії в Коломиї, Львові, Тернополі.

Всього було відкрито 30 українських середніх шкіл. в тому числі 20 гімназій (Бережани, Борщів, Броди, Бучач, Городенка, Долина, Дрогобич, Золочів, Жовква, Коломия, Копичинці, Рогатин, Самбір, Сокаль, Станиславів, Стрий, Тернопіль, Товмач, Чортків, Яворів), 3 реальні школи (Станиславів, Снятин, Тернопіль), 7 учительських чоловічих і жіночих семінарій (Бережани, Заліщики, Коломия, Самбір, Сокаль, Станиславів, Тернопіль). Українізація проходила з труднощами, бракувало дипломованих вчителів (більшість була в лавах УГА), тому працювали старшокурсники університетів. Було закрито немало старших класів.
У Станиславові безперервно працювали німецька та єврейська державні гімназії. Для поляків залишили польські державні гімназії у Станиславові, Тернополі, Коломиї, Дрогобичі, але вони не діяли, бо не вистачало вчителів, які склали службову присягу.
У листопаді 1918 р. діяли школи деревного промислу у Станиславові, Коломиї, кошикарський курс у Коломиї (учням призначено невеликі стипендії). Інші школи, зокрема, машинного слюсарства у Тернополі, рільнича у Городенці, гончарська у Коломиї через пограбування під час війни не діяли. На противагу Львівському університетові у Станиславові було відкрито тимчасові правничі і філософські курси.
21-23 березня 1919 року у Станиславові відбувся з'їзд учителів середніх шкіл.
Функціонували переповнені сирітські притулки у Тернополі, Бродах (28 березня 1919 р. відвідав С. Петлюра, виділив для придбання корови, закупівель 10000 гривень), Підкамені та інших містах.

## Економіка
Найбільшою турботою Секретаріату внутрішніх справ було забезпечення населення та армії продуктами харчування. В Галичині не вистачало продовольства та промислових товарів через спустошення спричинені Першою сітовою війною. Тому Державний Секретаріат внутрішніх справ змушений був здійснити ряд радикальних заходів. Усі запаси продуктів харчування та предметів першої необхідності Секретаріат засередив в своїх руках.
Чималу роботу провів Секретаріат залізниць, пошт і телеграфів. Йому вдалося налагодити рух поїздів. Для підготовки нового залізничного персоналу Секрітаріат подбав про залізнично-технічні курси. З січня 1919р. налагодилася робота пошт.
З найбільшими труднощами зіткнулися секрітаріати фінансів й торгівлі та промислу. Не вистачало фахівців. Прибутки державної скарбниці були мінімальними. З огляду на повне зубожіння населення надходження від податків були незначні. З великими зусиллями уряд вишукав кількасот тисяч крон, щоб виплатити "добове" фронтовикам.
Секрітаріат громадських робіт займався використанням корисних копалин (нафти, вугілля, солі). Він здійснював нагляд за шляхами і державними пилорамами. Взимку 1919 р. йшла заготовка лісу для відбудовчих робіт, які планувалося розпочати з настанням весни.
Секрітаріат земельних справ займався реалізацією земельного закону, який був ухвалений 14 квітня 1919 р.
Закон вивласнював усі монастирські й церковні землі; посілості, яких власники не обробляли своїми силами та, врешті, всі такі, площа яких перевищувала означену межу, що її мав визначити окремий додатковий закон. З цих земель утворювався земельний фонд області, і з нього мали наділювати безземельних та малоземельних громадян в такій черзі: вояки, які втратили здоров'я у війнах, що їх вела УНР; далі вдови й сироти по померлих внаслідок війни вояках; вояки-інваліди світової війни 1914-18рр.; сироти і вдови не військові; врешті, інші безземельні селяни. Вивласнені ліси не творили предмету наділів. Вони переходили у власність держави.
Усаділювання землею не могло розпочатися перед закінченням визвольної війни й поверненням додому вояків. Постанови щодо способу й часу розділу вивласненої землі, щодо висоти наділу землею, висота його ціни та способу сплати мали бути видані пізніше.
Справу відшкодування дотогочасних власників і орендарів закон відкладав до пізнішого вирішення сейму ЗОУНР, який мав бути скликаний на підставі нового виборчого права. Без огляду на це вивласнена земля переходила вже по оголошенні закону в завідуванне земельних комісій. До часу введене окремих законів земельні комісії мали залишати в користуванні дотогочасних власників чи орендарів таку площу землі, яка була потрібна для утримання власника і його родини та служби існуючих на землі промислових закладів.
Закон не вирішував негайного розділу вивласнених земель і відкладав до пізнішого вирішення норми наділів. Відкладав також справу відшкодування колишнім власникам вивласнених маєтків і питання оплат за наділи; утворення кредитових установ для фінансування довготермінових низькопроцентних кредитів на таку ціль.
Українська Національна Рада ЗО ухвалою своєї більшості утримувалась перед безвикупним вивласненням і безкоштовним розподілом землі з огляду на міжнародну ситуацію.
З боку селянства, яке виявило довіру до своєї влади й стало в ряди армії на оборону землі й держави, не було в час того короткого періоду визвольних змагань ЗО УНР випадків порушень чи захоплень майна великої власності, хоч і були спроби чужих агентів провокувати до таких виступів.

### Банкноти
ЗУНР не мала власної валюти, а використовувала банкноти австро-угорської крони. Після Акту Злуки з УНР на кронах, які перебували в обігу, надрукували номінали у гривнях[джерело?].
Крім того, ще з початку Першої світової війни ряд міст (Львів, Чернівці, Мукачеве, Берегове та ін.) випускали свої місцеві сурогатні банкноти (нотгельд) з номіналом у кронах (гелерах), гривнях або польських марках, які були в обігу під час існування ЗУНР і були вилучені лише польською владою в 1920 р. Текст на них був виконаний, залежно від політики місцевої влади, німецькою, польською, українською, ідиш, угорською чи російською мовами.

## Оцінки
ЗУНР постала як синтез національно-визвольних змагань українців Галичини, Буковини, Закарпаття. Основною причиною падіння ЗУНР були надзвичайно складні міжнародні обставини, підтримка повоєнною Європою експансіоністських, загарбницьких дій щодо ЗУНР Польщі, Румунії, ЧСР, а також неорганізованість адміністративних структур, відсутність контролю над деякими районами держави і велика нестача матеріальних засобів для армії.
У таких складних обставах ЗУНР постала як демократична держава, політичний устрій якої — добра модель тогочасної європейської правової держави. ЗУНР стала прикладом можливого українського державного правопорядку, що ґрунтувався на розумному гуманізмі і поступовому затвердженні демократичних засад у суспільстві. На території ЗУНР за весь час існування не було жодного випадку виступів проти цивільного польського населення, єврейських погромів. Приклад ЗУНР наочно продемонстрував переваги австрійської правової школи над російським правовим нігілізмом.
ЗУНР створила УГА існування якої має велике історичне значення: вона відновила українську військову традицію на Західних Українських Землях і змогла поширити її серед широких мас люду. Інтенсивне плекання цих традицій було головною рушійною силою відновлення збройної боротьби в лавах Української повстанської армії, Українській Національній Армії та інших українських збройних формаціях у роки Другої світової війни
Також важливим здобутком тодішньої влади було підписання 22 січня 1919 року в Києві Акту про Злуку ЗУНР і УНР в єдину соборну Українську Народну Республіку.

## Відображення у творах мистецтва, літератури
- Короткометражний фільм Назарія Шпільчака та Святослава Федоріва «Перший день» (2015)

### Рекомендована література
- Західно-Українська Народна Республіка 1918—1923. Енциклопедія. Т. 1: А–Ж. Івано-Франківськ: Манускрипт-Львів, 2018. 688 с. ISBN 978-966-2067-44-6
- Західно-Українська Народна Республіка 1918—1923. Енциклопедія. Т. 2: З–О. Івано-Франківськ: Манускрипт-Львів, 2019. 832 с. ISBN 978-966-2067-61-3
- Західно-Українська Народна Республіка 1918—1923. Енциклопедія. Т. 3: П — С. Івано-Франківськ: Манускрипт-Львів, 2020.576 с. ISBN 978-966-2067-65-1
- Західно-Українська Народна Республіка 1918—1923. Енциклопедія. Т. 4: Т — Я. Івано-Франківськ: Манускрипт-Львів, 2021.688 с. ISBN 978-966-2067-72-9